# Xysticus gobiensis
Xysticus gobiensis är en spindelart som beskrevs av Yuri M. Marusik och Dmitri Viktorovich Logunov 2002. Xysticus gobiensis ingår i släktet Xysticus och familjen krabbspindlar. Inga underarter finns listade i Catalogue of Life.